# Igreja de Nossa Senhora da Guia (Lucena)
A Igreja de Nossa Senhora da Guia localiza-se no município brasileiro de Lucena, Estado da Paraíba. No local realiza-se anualmente a «Festa da Guia», um festejo com partes profana e religiosa, envolvendo toda a comunidade local.

## História
Sua fundação é obra dos frades Carmelitas, religiosos que pertenciam à Ordem de Nossa Senhora do Carmo, que chegaram à Paraíba em 1591, tendo um papel importante na catequização dos indígenas locais. Foi iniciada em fins do século XVI, passando depois por fases de construção e acabamento.
No livro O Barroco na Paraíba: Arte, Religião e Conquista pode-se ler:
(...) Erguida num ponto estratégico, do qual se tem, até hoje, uma visão privilegiada de toda foz do rio Paraíba (...) o local onde foi edificado o templo se situava numa área próxima a um aldeamento indígena, cuja conversão e catequese se constituíam num dos principais objetivos dos carmelitas, já que essas eram algumas das condições pelas quais a Coroa Portuguesa doava terras às ordens religiosas. Ora, era muito mais importante que se 'amansassem' os silvícolas, disponibilizando-os para o trabalho nos engenhos de açúcar, do que, efetivamente, se convertesse aquelas almas para o evangelho.
Na época das invasões holandesas à Paraíba (1634–1654) os neerlandeses transferiram índios das localidades de Pontal e Jacuípe para a Guia, mas, não se adaptando, os autóctones abandonaram o local assim que puderam. Já em 1877, a igreja e seu entorno foram transformados em uma colônia para retirantes do sertão.

## Características
A igreja localiza-se estrategicamente em cima de um platô a menos de um quilômetro de distância da foz do rio Soé, no município de Lucena, não muito distante do distrito de Costinha. O acesso se dá de barco, a partir de Cabedelo, ou pelas rodovias estaduais PB-008, PB-025 e PB-019, via Lucena.
A igreja foi construída em estilo denominado barroco Rococó e apresenta em sua fachada desenhos extravagantes, como as figuras popularmente conhecidas como «anjos deformados». Há também em profusão na fachada frutos tropicais, o que caracteriza a Tropicalização do Barroco, levando alguns a denominar "Barroco Tropical" a essas particularidades, porém não existe essa fase na Arte Barroca, também encontram-se coroas, cetros, armas do Império Colonial Português, entre outros motivos, como uma caveira em pedra calcária. É um dos mais representativos monumentos da arquitetura colonial na Paraíba, e é tombada pelo Instituto do Patrimônio Histórico e Artístico do Estado da Paraíba (IPHAEP) desde 16 de maio de 1949.
Segundo o historiador Percival Tirapeli, a Guia é a igreja que contém maior altar construído em pedra calcária do Brasil.